# Sveinsheii
Sveinsheii (auch Sveinsheia) ist ein Berg in der norwegischen Provinz Telemark. Er liegt genau auf der Grenze der Kommunen Kviteseid und Fyresdal südlich des Binnensees Vråvatn. Mit einer Höhe von 1142 moh. ist er der höchste Punkt der Kommune Kviteseid, aber nur der dritthöchste in Fyresdal.